# На морския бряг
„На морския бряг“ (на чешки: Vzpomínka na břehu moře) е чехословашко-български телевизионно-игрален филм (психологическа драма) от 1990 година по сценарий на Маркета Зинерова и режисура на Иржи Адамец. Оператор е Кристиян Хинек. Музиката е на Ангел Михайлов, а художник е Велян Деспотов.

## Актьорски състав
| Изпълнител         | Роля                                         |
| ------------------ | -------------------------------------------- |
| Петър Попйорданов  | Димитър Цветков, студентът филолог           |
| Ева Бейменкова     | Силвия, съпругата на Филип                   |
| Павел Нови         | Филип, компютърен специалист                 |
| Лукаш Вайцлик      | Иванек, като младеж, синът на Филип и Силвия |
| Досьо Досев        | Тончо, хазяинът                              |
| Златина Дончева    | Стоянка, хазяйката                           |
| Милена Стаймаслова | Силвана, дъщерята на Димитър и Силвия        |
| Иво Караджов       | Николай                                      |
| София Кузеркова    |                                              |